# Sport v Paříži
Sport v Paříži tvoří významnou součást volného času obyvatel Paříže. K dispozici jsou sportovní stadiony a další zařízení. Sídlí zde významné sportovní organizace a kluby. K nejvýznamnějším patří fotbalový klub Paris Saint-Germain. Po celý rok se konají závody a soutěže, jako dostihy Prix d'Amérique v lednu, turnaj v ženském tenisu Open GDF Suez v únoru, finále Francouzský fotbalový pohár v květnu, Pařížský maraton na jaře, tenisový turnaj French Open v květnu-červnu, mistrovství Francie v ragby v červnu, Tour de France v červenci, dostihy Prix de l'Arc de Triomphe v říjnu aj. Také historie města je poznamenána sportem. Od jeu de paume ve 12. století přes dostihy a cyklistiku v 19. století až po současný fotbal. V Paříži se konaly dvakrát letní olympijské hry - v roce 1900 a 1924. Kandidaturu na 30. hry v roce 2012 Paříž prohrála s Londýnem.

## Historie
Královským sportem v Paříži ve středověku byla hra jeu de paume, předchůdce tenisu, která byla velmi oblíbená od 12. do 18. století. Ital Francesco d'Ierni odhadl v roce 1596 až 250 míčoven v Paříži a 7000 osob, které se živily přímo nebo nepřímo z této činnosti. V 19. století zájem o tuto míčovou hru upadl a hlavním sportem se staly dostihy, kdy vznikly i závodní dráhy. V samotné Paříži jsou hned tři hipodromy Vincennes, Longchamp a Auteuil a další dostihové dráhy se nacházejí na předměstí v Chantilly, Maisons-Laffitte, Saint-Cloud a Enghien-Soisy. Od 60. let 19. století se vedle oblíbených dostihů začala prosazovat i cyklistika a byly postaveny první velodromy Parc des Princes (1897), Vélodrome de Vincennes (1894) či Vélodrome d'Hiver (1909).
Posléze se k těmto sportům v oblibě přidal i tenis, který se v Paříži objevil v roce 1870. Mistrovství Francie French Open se hraje od roku 1891. Stade Roland Garros, kde se turnaje odehrávají, byl slavnostně otevřen v roce 1928 pro potřeby Davis Cupu. V letech 1912–1923 se v Paříži konal také turnaj World Hard Court Championships.

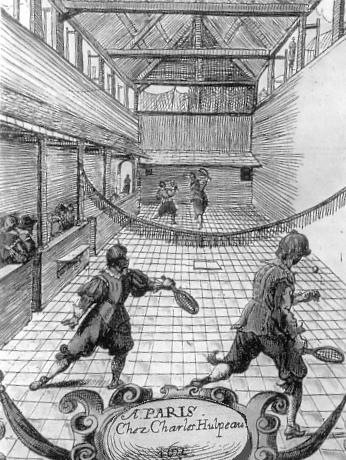
Interiér míčovny v Paříži

Od konce 19. století hrála Paříž důležitou roli v šíření a organizaci moderního sportu. Vznikla zde řada mezinárodních sportovních federací, mnohé přesídlily do Švýcarska (např. FIFA), jiné zůstaly sídlit v Paříži. V listopadu 1892 na Sorbonně baron Pierre de Coubertin přednesl výzvu k obnovení olympijských her. Mezinárodní olympijský výbor byl založen v Paříži 23. června 1894 u příležitosti prvního olympijského kongresu. V Paříži se konaly hned druhé olympijské hry (1900) a poté ještě osmé (1924). Paříž kandidovala též na hry v roce 1992, 2008 a 2012, avšak bez úspěchu.
Paříž v dějinách sportu drží několik prvenství. Udělení prvního titulu „mistr světa“ (1740 ve hře jeu de paume), první použití metrického systému v atletice (1798), první soutěžní parkurové skákání (1866), první cyklistický závod (1868), první turnaj v moderním šermu (1893), ženy mohly poprvé soutěžit na olympijských hrách (1900).
Od 60. let 19. století se vedle oblíbených dostihů prosazuje cyklistika. Vznikly první velodromy Parc des Princes (1897), Vélodrome de Vincennes (1894) či Vélodrome d'Hiver (1909).
Tenis se v Paříži objevil v roce 1870. Mistrovství Francie, budoucí turnaj Roland Garros se hraje od roku 1891. Stade Roland Garros, kde se nyní turnaje odehrávají, byl slavnostně otevřen v roce 1928 pro potřeby Davis Cupu.
První fotbalový šampionát ve Francii se konal v Paříži v roce 1894. 21. května 1904 byla v Paříži založena FIFA, která později přesídlila do Švýcarska. Fotbal se ve větším měřítku prosadil ve 20. letech 20. století, kdy bylo založeno množství fotbalových klubů (Red Star, Racing, Olympique, CASG, Stade français aj.) Po několik desetiletí byl nejslavnějším klubem Paris Saint-Germain. První mistrovství ve fotbale žen se konalo v Paříži v roce 1918 a odehrávalo se až do roku 1937. Poté bylo mistrovství obnoveno až v roce 1970. Mistrovství světa ve fotbale se naposledy konalo v Paříži v roce 1998 a pro tuto příležitost byl postaven Stade de France.

## Sportovní kalendář
V Paříži se pravidelně odehrává množství sportovních událostí. Závody a soutěže se konají v průběhu celého roku.
Jaro: Pařížský maraton a půlmaraton se běží nejčastěji v březnu, ve stejném měsíci z města vyráží cyklistický etapový závod Paříž–Nice. V březnu se koná mezinárodní ragbyové utkání Pohár šesti národů na stadionu Stade de France. Finále Francouzského fotbalového poháru se tamtéž odehrává v květnu, tenisový turnaj French Open na Stade Roland Garros v květnu-červnu. V jednu květnovou či červnovou neděli rovněž probíhá neobvyklý závod číšníků s podnosy mezi Place de la République a Place de la Bastille
Léto: mistrovství Francie v ragby union se koná v červnu, Tour de France končí poslední etapou na konci července u Vítězného oblouku. V Arènes de Lutèce probíhá mezinárodní soutěž v pétanque.
Podzim: V září jsou ve Vincennes dostihy (Prix de Normandie, Prix de l'Étoile, Prix des Élites), v říjnu v Longchamp Prix de l'Arc de Triomphe a také se běží závod 20 pařížských kilometrů. V listopadu se koná tenisový BNP Paribas Masters.
Zima: V lednu se konají dostihy Prix d'Amérique, v únoru turnaj v ženském tenisu Open GDF Suez.

## Významná sportovní zařízení v Paříži
Hlavními pařížskými sportovišti jsou Parc des Princes, Stade Roland Garros, AccorHotels Arena, Stade Charléty, Stade Jean-Bouin, Stade Pierre de Coubertin, Vélodrome Jacques-Anquetil, Trinquet Chiquito de Cambo a tři hipodromy Vincennes, Longchamp a Auteuil. Paříž má 35 plaveckých bazénů, včetně dvou 50metrových. Největší francouzský stadion Stade de France se nachází na předměstí Saint-Denis. Stejně tak i další dostihové dráhy v Chantilly, Maisons-Laffitte, Saint-Cloud a Enghien-Soisy.

## Hlavní kluby

### Bývalé velké kluby

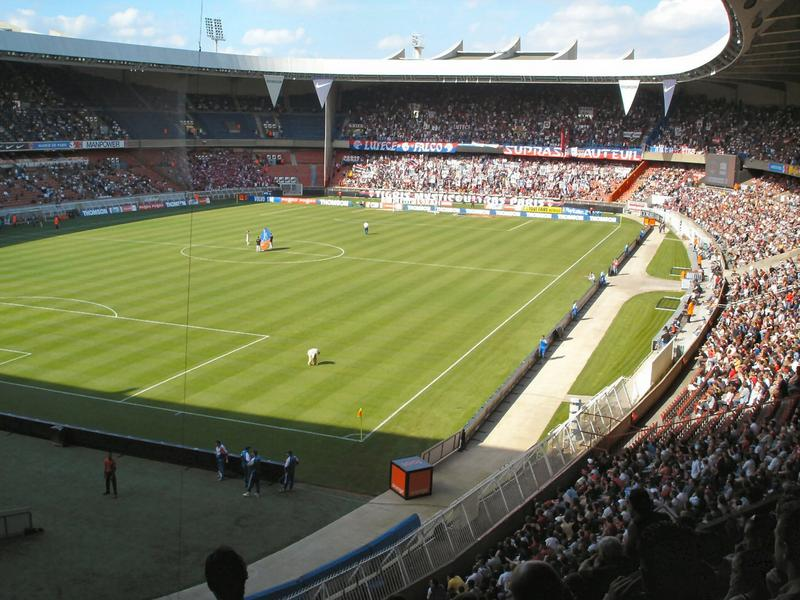
Stadion Parc des Princes

- RC Paris (fotbal)
- Paris Basket Racing (basketbal)
- Red Star (fotbal)
- Stade français (fotbal)

### Velké kluby současnosti
- Paris Université Club (baseball)
- Paris-Levallois Basket (basketbal)
- Paris Saint-Germain Football Club (fotbal)
- Paris Football Club (fotbal)
- Paris Handball (házená)
- Stade français Paris (ragby)
- Paris Volley (volejbal)
- Racing Métro 92 (ragby)

### Další kluby
- Guardians de Paris (americký fotbal)
- Castors de Paris (americký fotbal)
- Français Volants (lední hokej)
- Paris Foot Gay (fotbal – proti diskriminaci)

## Sportovní média
Hlavními sportovními tituly byly v Paříži L'Auto (1903-1944), posléze L'Équipe (od roku 1946). Dalším byl Football (1929-1944), který od roku 1946 nahradil France Football. V poslední třetině 19. století vycházely i týdeníky věnované tehdy velmi oblíbené cyklistice. Na počátku 20. století se objevily multisportovní tituly jako např. Miror des Sports (1919-1939). Televize (Eurosport a Sport + v Issy-les-Moulineaux) jsou přítomny také v Paříži.